# N3 (Burkina Faso)
Die N3 ist eine Fernstraße in Burkina Faso, die Ouagadougou mit der nordöstlichen Stadt Dori verbindet. Die Fernstraße ist 270 Kilometer lang.
Sie beginnt in Ouagadougou und ist eine der beiden Fernstraßen in Burkina Faso, die in der Hauptstadt einspurig, pro Richtung, ist. Die gesamte N3 ist bis zu ihrem Endpunkt in Dori asphaltiert. Die Strecke von Kaya bis Dori wurde um 2006 asphaltiert. Sie ist eine Hauptverbindung zwischen dem Norden des Landes und der Hauptstadt.